# LinuxSampler
LinuxSampler est un logiciel GPLv2 avec exception commerciale. Il s'agit d'un lecteur d'échantillons pour Linux qui permet d'éditer les fichiers de patchs et banques d'instruments sonores au format SoundFont (.sf2) et GigaFont (.gig, également surnommé GigaSampler, GigaSamples ou encore Giga). Les développeurs de ce logiciel ont également produit Gigedit à cet effet.
Un lecteur d'échantillons sert le plus souvent à jouer sur un clavier électronique des sonorités d'instruments réels. Cela est rendu possible par la technique de l'échantillonnage, qui consiste à utiliser - en général - plusieurs centaines de fichiers sonores issus de l'enregistrement méthodique d'un véritable instrument, chaque fichier correspondant à une note, une nuance, un enchaînement, une technique de jeu. Dans le jargon anglophone qui s'est généralisé dans le domaine informatique, les fichiers sont appelés des samples, et un lecteur d'échantillons est appelé un sampler.
La quantité de fichiers sonores étant souvent considérable, leur utilisation est facilitée en les regroupant au sein d'un seul fichier. Un tel fichier est communément appelé un instrument virtuel. En l'occurrence, l'équipe de LinuxSampler s'est concentrée sur le format de fichier GigaSampler car c'est le plus complet et il est utilisé par de nombreux lecteurs d'échantillons de qualité professionnelle sur MacOS et Windows.
LinuxSampler est particulièrement optimisé, si bien qu'il est capable de fonctionner sur des machines aux capacités limitées, telles que l'eeePC d'Asus. LinuxSampler propose ainsi une grande qualité sonore pour un prix raisonnable.
Il est possible de convertir son format de fichier vers le format idf du séquenceur MIDI/audio MusE via le script lscp2idf.

## Architecture logicielle
LinuxSampler a un fonctionnement pouvant dérouter les personnes arrivant dans l'univers de Linux. Il est bâti sur le modèle client/serveur, architecture qui se retrouve fréquemment dans cet univers.
Ainsi, LinuxSampler tel quel est difficile à exploiter pour l'utilisateur. C'est un serveur et il est en quelque sorte invisible. Son exploitation passe par l'utilisation d'un client, qui fournit alors une interface au logiciel. Le client permet de régler divers paramètres du serveur, en lui indiquant entre autres quel « instrument » il doit charger. Le serveur fait le plus important : il joue les échantillons.
Les principaux clients pour LinuxSampler sont JSampler et QSampler.
Le plus souvent, un lecteur d'échantillons se pilote l'aide d'un clavier maître MIDI, sur lequel l'utilisateur joue un morceau de musique. Toutefois, sous Linux, LinuxSampler ne peut pas se commander directement avec un tel clavier. L'utilisation du serveur audio temps réel JACK est indispensable. Jack sert alors à établir un branchement virtuel entre le clavier MIDI et LinuxSampler. Cet impératif peut sembler compliquer l'utilisation de LinuxSampler, mais il permet en contrepartie une grande souplesse. En effet, il est possible, grâce à Jack, de commander LinuxSampler non seulement avec un clavier MIDI, mais aussi avec un quelconque logiciel, tel que Rosegarden. On obtient alors un son très réaliste en exécutant de simples fichiers MIDI, idéalement au format General MIDI.